# (10780) Apollinaire
(10780) Apollinaire ist ein Asteroid des mittleren Hauptgürtels, der am 2. August 1991 von dem belgischen Astronomen Eric Walter Elst am La-Silla-Observatorium der Europäischen Südsternwarte in Chile (IAU-Code 809) entdeckt wurde.
Nach der SMASS-Klassifikation (Small Main-Belt Asteroid Spectroscopic Survey) wurde bei einer spektroskopischen Untersuchung von Gianluca Masi, Sergio Foglia und Richard P. Binzel bei (10780) Apollinaire von einer hellen Oberfläche ausgegangen, es könnte sich also, grob gesehen, um einen S-Asteroiden handeln.
Der Asteroid wurde am 23. Mai 2000 nach dem Lyriker Guillaume Apollinaire (1880–1918) benannt. In der Widmung besonders hervorgehoben wurden sein Gedicht La Chanson du mal-aimé sowie der Sammelband „Alcools“ .